# اوا الفی
اوا الفی (به انگلیسی: Eva Elfie) یک بازیگر پورنوگرافی، مدل اروتیک و یوتیوبر روسیه‌ای است. الفی برنده‌ی جایزه ای‌وی‌ان در سال ۲۰۲۱ شده‌است.

## حرفه
الفی پس از فارغ‌التحصیلی از دبیرستان در سال ۲۰۱۸ به مسکو نقل‌مکان کرد و در آنجا به عنوان مدیر و پیش‌خدمت رستوران کارکرد. پیش از این او در یک کانال تلویزیونی محلی در شهر زادگاهش، امسک کار میکرد.
در سال ۲۰۱۸ الفی حرفه مدل اروتیک خودش را آغاز کرد و در سال ۲۰۱۹ پس منتشر شدن عکس‌هایش او تصمیم به تأسیس کانال خود در پورن‌هاب گرفت. اولین ویدئوی او بسیار محبوب شد و تا فوریه ۲۰۲۰ بیش از ۵۳ میلیون بازدید داشت. در ابتدای نوامبر ۲۰۲۰ الفی در رتبه‌بندی بازیگران زن پورن‌هاب به رتبه چهار رسید و تبدیل به یکی از محبوب‌ترین بازیگران سایت شد.
در ژانویه ۲۰۲۱ الفی برنده جایزه ای‌وی‌ان در دسته «بهترین ستاره جدید خارجی» شد.